# Caraula
Caraula é uma comuna romena localizada no distrito de Dolj, na região de Oltênia. A comuna possui uma área de 35.90 km² e sua população era de 2517 habitantes segundo o censo de 2007.